# Spartinomiris
Spartinomiris is een geslacht van wantsen uit de familie van de Miridae (Blindwantsen). Het geslacht werd voor het eerst wetenschappelijk beschreven door Carpintero & Estévez in 2001.

## Soorten
Het genus bevat de volgende soort:

- Spartinomiris pampeanum Carpintero & Estévez, 2001